# Hiệp hội bóng đá Guam
Hiệp hội bóng đá Guam (GFA) (tiếng Anh: Guam Football Association) là tổ chức quản lý, điều hành các hoạt động bóng đá ở Guam. GFA quản lý đội tuyển bóng đá quốc gia Guam, tổ chức các giải bóng đá như giải vô địch bóng đá Guam, cúp bóng đá Guam,.... GFA là thành viên của cả Liên đoàn bóng đá thế giới (FIFA), Liên đoàn bóng đá châu Á (AFC) và Liên đoàn bóng đá Đông Á (EAFF).
Chủ tịch của Hiệp hội bóng đá Guam hiện nay là ông Richard Lai.